# SB-1 デファイアント
シコルスキー SB > 1 デファイアント
- 用途：軍用機（輸送機、偵察機、攻撃ヘリコプター等）
- 分類：複合ヘリコプター
- 設計者：シコルスキー・エアクラフト、ボーイング、スウィフト・エンジニアリング
- 製造者：シコルスキー・エアクラフト
- 運用者：アメリカ陸軍
- 初飛行：2019年3月21日[1]
- 運用状況：開発中

SB-1 デファイアント（Defiant ）は、シコルスキー・エアクラフトとボーイングが試作した独自の二重反転式ローターを特徴とする複合ヘリコプターである。
アメリカ合衆国のアメリカ陸軍の軍用ヘリコプターの複数系列を完全に新規開発する計画であるJMR/FVLのFLRAAの要件に合わせて開発されたが、ベル・ヘリコプターのV-280が採用されて本機は不採用となった。

## 開発
SB>1 デファイアント (ハイフンを用いたより一般的な表記 "SB-1" として広く知られる)は、中型規模の垂直離着陸機の技術概念実証機を共同開発の上で試作した。
「デファイアント」(Defiant)は英語で「挑戦的、反抗的、傲慢」を意味する。
当初は2017年に初飛行が予定され、さらなる開発のために陸軍によって評価されることになっていた。シコルスキー社は、回転翼航空機の試験機で同じく複合ヘリコプターであるシコルスキー X2の設計で技術的経験を積んでおり、フェーズ1の開発で対抗するベル・ロッキード・マーティン企連合を引き離している。ボーイングは戦闘任務システムの技術概念実証段階であるフェーズ 2にでは、シコルスキー社に対する指導的立場で関わる予定である。
ボーイング・シコルスキー陣営は、従来のヘリコプターの設計がこれまで軍において最も使用されてきてきた事実と、現在に至るまで同形態機種の設計開発に成功してきたという絶対の自信により、ベル社が提出したようなティルトローター技術にはほとんど関心を持たなかった。
2013年までに、シコルスキーとボーイングは、シコルスキー X2と軽・武装偵察ヘリコプターであるシコルスキー S-97レイダーの2機種に対して約2億5,000万ドルを投入している。
しかし同陣営チームの回転翼航空機は、JMR/FVLに関しては想定される任務が異なることから、あくまでも軽・武装偵察ヘリコプターであるS-97 レイダーの設計とは別の機体になる予定である 。同陣営はSB>1 デファイアントの性能と信頼性に自信を持っており、総設計費用の半分以上を拠出している(残りは米陸軍から応募企業への助成金で賄われた)。同陣営でこれまで行われた最後の共同開発計画は、1980年代に始まり2004年に取り消されるまでに総額で70億ドルもの費用を費やしたRAH-66 コマンチだった。
彼らは予算削減、要求の変化、開発遅延がRAH-66に問題を引き起こしたものの、企業チーム自体の機能不全は生じなかった。RAH-66計画各社は機体の構成要素を分担して製造した。統合多用途機（JMR）段階では、両社の従業員が協力し合った。チームは2015年に自陣営を「ザ・サプライヤー」（「基幹機体・納品企業連合」）と称した。

2019年4月の試験飛行成功の報告に基づき、アメリカ陸軍航空技術審査部は当初の予定通り従来型の「古い」ハネウェル・エアロスペース・ライカミング T55-GA-714Aターボシャフトエンジンを機体に取り付けることを認めた。ただし、従来設計のエンジンとはいえ、T55には最新技術の成果が反映される予定である。
「ターボシャフトエンジンの圧縮機区画に採用された新技術により、整備費用を削減し、航空機の即応性を向上させ、燃費を低下させることで有効荷重と飛行距離を延ばすことができる。」(“Our improvements come from new technology infused into the compressor section of the engine that will reduce maintenance costs, increase aircraft readiness and lower the fuel burn — all while increasing the aircraft's useful load and flight range.”)—ハネウェルエアロスペース軍用ターボシャフトエンジン社の上級生産管理者ジョン・ルッソ（John Russo, senior product director, Military Turboshaft Engines, Honeywell Aerospace）

## 試験飛行の遅延
競合するベル・ロッキード陣営のV-280は2017年12月8日に初飛行し、先を越される形となった。
SB>1は2018年末の初飛行を予定していたが、アメリカ陸軍の要求によって複合材料で構成される回転翼のブレードを、より歩留まりを改善した低費用の自動積層形成法（Automated fiber placement (AFP), also known as advanced fiber placement）により製作することになり追加の作業が必要となったため、初の試験飛行は当初の予定より遅れ、フロリダ州のウエストパームビーチにて2019年3月21日（東部標準時）に初飛行となった。
同年4月までの間に初飛行を含め3回の飛行試験を実施した後、地上試験日に動力試験機（テストベッド）のギアボックスで不具合が見つかり機体は飛行停止となった。ギアボックスの不具合は「ベアリングのクリープ現象 (応力歪み)」（bearing creep）となっており、ベアリング摩耗により組立部品（ASSY)内の各々の歯車間に規定値を超える隙間が発生する現象であった。このギアボックスはトランスミッションの組立部品（ASSY）の内部にあり、この部分の設計変更がなされた。これにより地上試験の実証基盤架台（テストベッド）、飛行試験機体、風洞モデルの3点全てに設計変更が必要となった。問題発生後に再開された試験飛行は、当初の第4回目となる予定月日より約5か月ほど遅延し、2019年9月24日にフロリダ州ウェスト・パームビーチにあるシコルスキー社の試験場で約1時間ほど実施された。

## 特徴
二重反転式ローターは、高速化を実現するため「アドヴァンスト・ブレード・コンセプト・ローター」（ABCローター）を採用している（ヘリコプター#飛行速度の限界 も参照されたい）。これはリジッドローター（主回転翼の各々の羽根の迎角を周期的に変化させる蝶番こと「フェザリング・ヒンジ」のみで構成され、他の関節部を持たない）を用いた二重反転式ローターであり、上下に配置された各々の回転翼の前進側の羽根だけで全ての揚力を賄う（後退側は揚力を発生させないように制御され、利用しない）形式であり、後退側の逆流や失速による左右の揚力バランス喪失に対する解決策の1つとされている。
シコルスキー社はシコルスキー X2で収集されたデータを元に武装偵察ヘリコプター計画として重量が5メトリックトン (11,000 lb)、回転翼直径 32フィート (9.8 m)の規模のシコルスキー S-97レイダーを開発しており、これらの開発成果を踏まえてより大型化・大重量化した本機が開発された。
「SB>1 デファイアント」の巡航速度は250kn（290mph; 460km/h）であるが、費用低減のために「古い」ハネウェル・エアロスペース・ライカミング T55-GA-714A,（ライカミング社内識別名称：ライカミング LTC-4）を使用した場合は、戦闘行動半径がより小さくなる。
本機と競合しているベル V-280（ゼネラル・エレクトリック T64エンジンを搭載）で試みられている米陸軍の「将来の手頃な価格のタービンエンジン」計画（The Army's Future Affordable Turbine Engine（FATE） program）からの資金提供を受けて新規にエンジンを開発した場合は、229海里（264マイル; 424km）の要求条件を満たす 。
従来のヘリコプターと比較して、二重反転式ローターと推進式プロペラにより、速度は185km/h（115mph）高速化されるとともに戦闘半径が60%向上し、ホバリング性能は高温・高地の悪条件下においても、およそ50%向上する。

## 攻撃派生型に対するハネウェル HTS7500 と GTCP36-150 の採用
2021年1月、シコルスキー・ボーイング陣営は、将来型長距離強襲機としてのSB-1 デファイアントの攻撃派生型である「デファイアント X」を発表、翌年となる2022年2月、同陣営は、ハネウェル社の新型のHTS7500エンジン（デモンストレーターこと概念実証機である、SB-1デファイアントが搭載した発動機ハネウェルT55エンジンの派生発展型）を動力源として選択したと発表した。
また、同時に補助動力装置（APU）に「GTCP 36-150」が選定された。
主発動機となるHTS7500は、CH-47「チヌーク」や同型の特殊作戦仕様の為の派生型であるMH-47に搭載されているT55エンジン最新型T55-714Aと比べて42％出力が向上、同級エンジンと比べて総重量が最も軽量であると航空評論家らに評価されている。

## 対抗機種との比較
SB>1と共に最終選定候補に残ったティルトローター機 ベル V-280（名称は英語で「武勇、剛勇、勇気」を意味する"Valor"）は最高速度300kn（560km/h）を発揮するのに対し、SB>1の巡航速度（計算値）は約250kn（460km/h）と幾分低速ではあるが、低速域内での機動性は勝っているとされる。
このため、攻撃ヘリコプターに準じた派生型を開発するのに有利であり、開発企業ではSB-1 輸送型に護衛として性能差が僅少となる同機種の攻撃型を随伴させることが可能でヘリボーン作戦の損害率の低減に役立つと説明している。

## 将来型長距離強襲機
シコルスキー＝ボーイング側は、アメリカ陸軍が2030年に初期作戦能力（Initial Operational Capability, IOC）取得を計画する「将来型長距離強襲機（Future Long-Range Assault Aircraft／FLRAA、Flora”と発音）の任務に関して、ティルトローター形式には翼端に回転翼を設置する必要があるため前方投影面積と横幅が大幅に増え、また機首の素早い回頭に難があり銃塔（ターレット）が必要となるなどの欠点があることを指摘し、SB>1 デファイアントの攻撃型はこれらの点で優位にあり、また揚力に対し荷重を負担する円盤面積が比較的小さい複合ヘリコプターの特性により充分な航続力を確保可能であるとしている。
しかし2022年12月6日、米陸軍はFLRAAにV-280の採用を発表した。採用理由が発表されていないこともあり、製造は数千機単位と見込まれるプロジェクト規模の大きさを鑑みても、空中給油機KC-46の選定時のように、SB>1陣営側は抗議のアクションを行うであろうと見られている。シコルスキーの親会社であるロッキード・マーチンはV-280の開発パートナーでもあるという構図のため、ロッキードとしてはKC-46のように選定が数年以上遅れる紛争事態は望むところではないはずだが、12月11日にシコルスキーから異議申立の提出を受けたことが、米国政府責任説明局（GAO、旧・会計検査院）から明かされた。シコルスキーのポール・レンモ社長は声明の中で、チームは「陸軍から提供された情報とフィードバックを徹底的に見直した」、「データと議論により、陸軍、兵士、およびアメリカの納税者の利益のために最高の価値を提供するために、提案が一貫して評価されていないと確信するようになった」と述べた。陸軍は敗者側からの抗議は予想しておりスケジュールには余裕が持たせてあるとしつつ、「GAO の要件に準拠する」と述べ、これ以上のコメントはしないと付け加えた。ベル側はコメントを差し控えている。回答期限であった2023年4月7日、GAOはシコルスキー及びボーイングからの異議申立を却下すると発表した。陸軍の航空計画事務局は、FLRAA選定委員会が慎重で厳格なプロセスに従ったとGAOが評価したものとコメントした。シコルスキー側は引き続き選定の再考を求める意向という。4月14日、GAOは却下の決定について38ページのリポートを発表した。SB>1陣営の入札価格はV-280に対して4割ほども低かったが、その根拠となる技術的情報が提案に含まれていなかったという。

## 仕様

### 名称
- アメリカ陸軍提案記号：SB>1 デファイアント
- 企業連合内の製品名：シコルスキー S-100 N100FV

### 諸元
- 乗員：2名
- 輸送兵員： 標準装備の兵員14名、または強襲装備の兵員12名[17]
- 主回転翼直径：50 ft (15 m)
- 推進用プロペラ： 8翅可変ピッチ・プロペラ、クラッチ変速式（clutchable pusher propeller）、直径7フィート (2.1 m)（試作初号機製作時点ではシコルスキー S-97より流用）
- 最大離陸重量：30,000ポンド (14 t)
- 発動機：ハネウェル・エアロスペース・ライカミング T55-GA-714A,（ライカミング社内識別名称：ライカミング LTC-4）×2
- 最大出力：3,750hp（2,800kW）×2（4,000フィート (1,200 m)、華氏95度／摂氏35度）

### 性能
- 巡航速度：250kn（290mph; 460km/h）= M 0.37
- 戦闘行動半径：229nmi（264マイル; 424 km）
- 地面効果外のホバリング限界高度：8,000フィート (2,400 m)（華氏95度／摂氏35度）

### 武装
- 固定武装：不明
- 最大搭載量：不明